# Esgrima nos Jogos Olímpicos de Verão de 2016 - Espada por equipes feminino
A competição de espada por equipes feminino da esgrima nos Jogos Olímpicos de Verão de 2016 foi disputada em 11 de agosto na Arena Carioca 3.

## Calendário
| Data                       | Horário       | Rodada          |
| -------------------------- | ------------- | --------------- |
| Quinta-feira, 11 de agosto | 09h00 - 15h30 | Classificatória |
| Quinta-feira, 11 de agosto | 17h00 - 19h50 | Fase final      |

## Medalhistas
|  | ROU Romênia                                               |  | CHN China                             |  | RUS Rússia                                                      |
|  | Loredana Dinu Simona Gherman Simona Pop Ana Maria Popescu |  | Hao Jialu Sun Yiwen Sun Yujie Xu Anqi |  | Olga Kochneva Violetta Kolobova Tatiana Logunova Lyubov Shutova |

## Resultados

### Fase final
|  | Oitavas de final | Oitavas de final | Oitavas de final |  |  | Quartas de final   | Quartas de final   | Quartas de final |    |            | Semifinais | Semifinais | Semifinais |                |                | Final          | Final | Final |
|  |                  |                  |                  |  |  |                    |                    |                  |    |            |            |            |            |                |                |                |       |       |
|  |                  |                  |                  |  |  |                    |                    |                  |    |            |            |            |            |                |                |                |       |       |
|  |                  |                  |                  |  |  | CHN China          | CHN China          | 42               |    |            |            |            |            |                |                |                |       |       |
|  | BRA Brasil       | BRA Brasil       | 32               |  |  | UKR Ucrânia        | UKR Ucrânia        | 34               |    |            |            |            |            |                |                |                |       |       |
|  | UKR Ucrânia      | UKR Ucrânia      | 45               |  |  |                    |                    |                  |    | CHN China  | CHN China  | 45         |            |                |                |                |       |       |
|  |                  |                  |                  |  |  |                    | EST Estônia        | EST Estônia      | 36 |            |            |            |            |                |                |                |       |       |
|  |                  |                  |                  |  |  | KOR Coreia do Sul  | KOR Coreia do Sul  | 26               |    |            |            |            |            |                |                |                |       |       |
|  |                  |                  |                  |  |  | EST Estônia        | EST Estônia        | 27               |    |            |            |            |            |                |                |                |       |       |
|  |                  |                  |                  |  |  |                    |                    |                  |    |            | CHN China  | CHN China  | 38         |                |                |                |       |       |
|  |                  |                  |                  |  |  |                    | ROU Romênia        | ROU Romênia      | 44 |            |            |            |            |                |                |                |       |       |
|  |                  |                  |                  |  |  | RUS Rússia         | RUS Rússia         | 44               |    |            |            |            |            |                |                |                |       |       |
|  |                  |                  |                  |  |  | FRA França         | FRA França         | 41               |    |            |            |            |            |                |                |                |       |       |
|  |                  |                  |                  |  |  |                    |                    |                  |    | RUS Rússia | RUS Rússia | 31         |            | Terceiro lugar | Terceiro lugar | Terceiro lugar |       |       |
|  |                  |                  |                  |  |  |                    | ROU Romênia        | ROU Romênia      | 45 |            |            |            |            |                |                |                |       |       |
|  |                  |                  |                  |  |  | USA Estados Unidos | USA Estados Unidos | 23               |    |            |            |            |            |                | EST Estônia    | EST Estônia    | 31    |       |
|  |                  |                  |                  |  |  | ROU Romênia        | ROU Romênia        | 24               |    | RUS Rússia | RUS Rússia | 37         |            |                |                |                |       |       |
|  |                  |                  |                  |  |  |                    |                    |                  |    |            |            |            |            |                |                |                |       |       |

### Classificação 5º–8º
|  | Classificação 5–8 |                    |                   |  |  |                    |                   |                   |
|  |                   | UKR Ucrânia        | 34                |  |  |                    |                   |                   |
|  |                   | KOR Coreia do Sul  | 45                |  |  | Classificação 5–6  | Classificação 5–6 | Classificação 5–6 |
|  |                   |                    |                   |  |  |                    | KOR Coreia do Sul | 18                |
|  | Classificação 5–8 | Classificação 5–8  | Classificação 5–8 |  |  | USA Estados Unidos | 22                |                   |
|  |                   | FRA França         | 28                |  |  |                    |                   |                   |
|  |                   | USA Estados Unidos | 32                |  |  | Classificação 7–8  | Classificação 7–8 | Classificação 7–8 |
|  |                   |                    |                   |  |  |                    | UKR Ucrânia       | 38                |
|  |                   |                    |                   |  |  |                    | FRA França        | 45                |

## Classificação final
| Pos.              | CON                | Equipe                                                                        |
| ----------------- | ------------------ | ----------------------------------------------------------------------------- |
| Medalha de ouro   | ROU Romênia        | Loredana Dinu Simona Gherman Simona Pop Ana Maria Popescu                     |
| Medalha de prata  | CHN China          | Hao Jialu Sun Yiwen Sun Yujie Xu Anqi                                         |
| Medalha de bronze | RUS Rússia         | Olga Kochneva Violetta Kolobova Tatiana Logunova Lyubov Shutova               |
| 4                 | EST Estônia        | Julia Beljajeva Irina Embrich Erika Kirpu Kristina Kuusk                      |
| 5                 | USA Estados Unidos | Katharine Holmes Courtney Hurley Kelley Hurley Katarzyna Trzopek              |
| 6                 | KOR Coreia do Sul  | Choi Eun-sook Choi In-jeong Kang Young-mi Shin A-lam                          |
| 7                 | FRA França         | Marie-Florence Candassamy Josephine Jacques Coquin Auriane Mallo Lauren Rembi |
| 8                 | UKR Ucrânia        | Olena Kryvytska Kseniya Pantelyeyeva Anfisa Pochkalova Yana Shemyakina        |
| 9                 | BRA Brasil         | Amanda Simeão Nathalie Moellhausen Rayssa Costa Katherine Miller              |